# Gamō Ujisato
Gamō Ujisato est un nom japonais traditionnel ; le nom de famille (ou le nom d'école), Gamō, précède donc le prénom (ou le nom d'artiste).
Gamō Ujisato (蒲生 氏郷, 1556-17 mars 1595) est un daimyo des périodes Sengoku et Azuchi Momoyama de l'histoire du Japon. Héritier et fils de Gamō Katahide, seigneur de château de Hino dans la province d'Ōmi, il gouverne plus tard Matsusaka (province d'Ise) puis finalement le château d'Aizuwakamatsu dans la province de Mutsu. Il contrôle également le château d'Obama par l'un de ses vassaux, Gamō Chūzaemon.

## Enfance
Ujisato, appelé dans son enfance Tsuruchiyo (鶴千代), est né à Hino dans le district de Gamō de la province d'Ōmi en 1556. En 1568, Oda Nobunaga, en route pour Kyoto, défait les membres du clan Rokkaku, qui étaient les maîtres du père de Tsuruchiyo, Katahide (賢秀). Après la défaite du clan, Katahide jure fidélité à Nobunaga et devient l'un de ses vassaux. Il doit néanmoins donner son fils en otage pour prouver sa loyauté, et Tsuruchiyo est emmené à Gifu la capitale du clan Oda.
La sagacité de Tsuruchiyo impressionne Nobunaga, et très vite, le jeune homme effectue son rite de majorité à Gifu, adoptant le nom Utahide (賦秀). Durant l'été 1569, il participe à sa première campagne, durant laquelle Nobunaga soumet Kitabatake Tomomasa du château de Kizukuri. Pour s'être distingué au combat, Nobunaga donne sa fille Fuyuhime en mariage à Utahe qu'il appelle affecteusement « mon petit fils adoptif ». À la même époque, il est autorisé à retourner au château de son père à Hino. Alors que Fuyuhime est encore jeune, elle serait ensuite devenue une femme incroyablement belle.

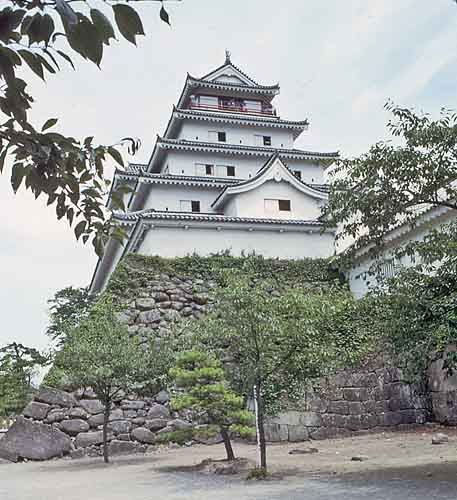
Le château d'Aizuwakamatsu d'où gouvernait Ujisato.

## Campagnes importantes auprès de Nobunaga
En 1570, Utahide participe à la bataille d'Anegawa et, plus tard dans la même année, il rejoint son père dans l'assaut d'Oda sur le clan Asakura dans la province d'Echizen. Les deux hommes commandent une force de 1 000 hommes à l'avant-garde de l'armée de Shibata Katsuie. Le nombre total d'hommes sous le commandement de Katsuie s'élevait à 5 000 dont 600 sous son commandement direct, ce qui donne une indication de l'importance de la famille Gamō. À la suite de la trahison d'Azai Nagamasa, Utahide aide Nobunaga à se replier en l'accueillant dans son château de Hino, et facilite à partir de là son exfiltration de Gifu. En reconnaissance de son acte, Nobunaga leur donne, à lui et à son père, une augmentation de leur rente et les poste dans le sud d'Omi sous le commandement de Shibata Katsuie. Les Gamō combattront de nouveau les Asakura en 1573. En 1575, après l'installation de Katsuie au château de Kitanoshō, les Gamō, gouvernant à partir du château de Hino, passent sous le commandement direct de Nobunaga et deviennent hatamoto. La même année, Utahide participe à la bataille de Nagashino.

## L'assassinat de Nobunaga et l'ascension de Hideyoshi
Lorsque Nobunaga est assassiné en 1582, Utahide est aux côtés de son père, assigné comme gardien du château d'Azuchi. Ensemble, ils accueillent la femme de Nobunaga et ses enfants au château de Hino pour leur sauver la vie. La même année, Utahide soumet Hashiba Hideyoshi. L'année suivante, il s'allie à lui pour attaquer Takigawa Kazumasu au cours de la bataille de Shizugatake, et reçoit le titre de Hida no kami (飛騨守). Cette année naît son fils Tsuruchiyo, Gamō Hideyuki.
Après avoir assiégé Oda Nobukatsu à la bataille de Komaki et Nagakute en 1585, il prend le contrôle de la région de Matsusaka dans le sud de la province d'Ise, une terre d'une valeur de 120 000 koku (la principale forteresse de ce domaine est le château de Matsugashima (松ヶ島城)). Et après avoir participé à l'attaque de la province de Kii en 1585, Utahide adopte le nom « Ujisato ». Peu après, en raison de l'influence de Takayama Ukon, il est baptisé à Osaka, et adopte le nom chrétien « Léo ».

## Carrière auprès de Hideyoshi et fin de vie
En 1588, la construction du château de Matsuzaka (松坂城) est achevée et il s'y installe immédiatement. Ujisato participe ensuite aux campagnes de Hideyoshi : le siège d'Odawara, la pacification d'Ōshū (dans les provinces de Mutsu et de Dewa), et les invasions japonaises de la Corée (1592-1598). Pour son aide dans la pacification d'Ōshū, il reçoit un fief de 420 000 koku  près du château de Kurokawa à Aizu. Il renomme alors le château en Wakamatsu, le nom actuel de la ville.
Pour se préparer aux invasions de la Corée, Ujisato s'organise en 1592 dans la base de Hideyoshi à Nagoya dans la province de Hizen. Il y tombe malade en 1593 et crache du sang. À partir de Nagoya, il gouverne d'abord Aizu, puis Fushimi, où la résidence de la famille Gamō est presque achevée. Hideyoshi lui-même visite deux fois cette résidence après son ascension. Ujisato meurt à l'âge de 40 ans au château de Fushimi. Sa famille perd Aizu peu après et son fils Hideyuki se déplace à Utsunomiya mais les Gamō récupèreront Aizu grâce à Tokugawa Ieyasu.

## Source de la traduction
- (en) Cet article est partiellement ou en totalité issu de l’article de Wikipédia en anglais intitulé « Gamō Ujisato » (voir la liste des auteurs).